# آنروشته
آنروشته (به آلمانی: Anröchte) یک شهر در آلمان است که در Soest واقع شده‌است. آنروشته ۱۰٬۶۰۹ نفر جمعیت دارد.